# Tombolo
Tombolo je peščena ali prodnata ožina. 
Tombolo, iz italijanščine tombolo, kar pomeni 'blazina', je nanos zemljišča, s katerim se otok poveže s celino z ozkim kosom kopnega, kot je Kleč (plitvina) ali kosa. Ko je otok priključen, je znan kot vezan otok.
Več otokov, povezanih s kleči, ki se dvigajo nad vodno gladino, imenujemo grozd tombolo. Dva ali več tombolov lahko tvori ograjen prostor (imenovan grebenska laguna), ki se lahko sčasoma napolni z usedlino.

## Nastanek
Obala se pomika proti otoku (ali ločenemu valobranu) zaradi kopičenja peska v zavetrju otoka, kjer se energija valov in odnašanje dolge obale zmanjšata in zato pride do odlaganja peska.

## Uklon in lom valov
Pravi tomboli nastanejo z lomom in uklonom valov. Kot valove v bližini otoka jih upočasnjuje plitva voda, ki ga obdaja. Ti valovi se nato upognejo okoli otoka na nasprotno stran, ko se približajo. Vzorec valov, ki ga ustvari to gibanje vode, povzroči konvergenco dolge obale na nasprotni strani otoka. Plažni sedimenti, ki se premikajo z bočnim transportom na zavetrni strani otoka, se bodo tam kopičili in se prilagajali obliki valovnega vzorca. Z drugimi besedami, valovi pometajo usedline skupaj z obeh strani. Sčasoma, ko se bo nabralo dovolj usedlin, se bo obala plaže, znana kot pljuska, povezala z otokom in oblikovala tombolo.

## Enosmerno odnašanje po dolgi obali
V primeru odnašanja dolge obale zaradi poševne smeri valov, kot na plaži Chesil ali Spurn Head, poteka tok materiala vzdolž obale v gibanju, ki ni določeno z uklonom valov okoli zdaj povezanega otoka, kot je otok Isle of Portland, ki ga je dosegel. V tem in podobnih primerih, kot je Cádiz, čeprav lahko pas plažnega materiala, ki je povezan z otokom, tehnično imenujemo tombolo, ker povezuje otok s kopnim, ga je bolje obravnavati v smislu njegovega oblikovanja kot kleč (greben), ker je pesek ali prodnati greben vzporeden in ne pravokoten z obalo.

## Morfologija in porazdelitev sedimentov
Tomboli prikazujejo občutljivost obrežja. Majhen kos zemlje, kot je otok, ali nasuta brodolomska ladja lahko spremeni način gibanja valov, kar povzroči drugačno odlaganje usedlin. K kopičenju lahko prispeva tudi dvig morske gladine, saj se material dviguje z dvigom morske gladine. Tomboli so bolj nagnjeni k naravnim nihanjem profila in površine zaradi plimovanja in vremenskih pojavov kot običajna plaža. Zaradi te dovzetnosti za vremenske vplive so tomboli včasih narejeni bolj čvrsti z gradnjo cest ali parkirišč. Sedimenti, ki sestavljajo tombolo, so bolj grobi proti dnu in drobnejši proti površini. Ta vzorec je enostavno opaziti, ko so valovi uničujoči in odplavljajo drobnozrnati material na vrhu, pri čemer razkrivajo grobi pesek in tlakovce kot podlago.

### Galerija
- Tombolo, ki povezuje otok St Ninian s kopnim, Shetlandski otoki
- Monte Argentario, Toskana, Italija
- Plaža Chesil, gledana z otoka Portland proti celini Dorset
- Angelska cesta Shōdoshima, Japonska
- Pogled proti jugu z vrha gore Maunganui, Nova Zelandija, do mesta Tauranga
- Vzhodni del otoka Bennett z ledeniškim tombolom v ozadju
- Satelitski pogled na Gwadar, Pakistan
- Posnetek iz zraka Suttonske ožine, ki povezuje Howth Head in okrožje Dublin